# 現役
現役（げんえき）とは、原義において「現在兵役に服していること」をさす。また、軍事以外の一般の場合においては、「当該の立場に在ること」を意味する。本項では原義の軍事用語としての役種の一つである「現役」について述べる。
一般的な兵制では国家財政上の制約や国家の諸活動に必要な人的資源の配分などとのバランスから、必要最小限の「現役」を維持しながら、有事の人的所要を予備役によって確保する国が多い。「現役」の対義語には「予備役」「後備役」「退役」などがある。

## アメリカ合衆国
アメリカ陸軍の公認兵力は現役部隊（AC）と予備役部隊（RC）で構成される。2003年の現役部隊（AC）の公認兵力は約48万人である。ただし、現役部隊の兵員のうち約12%は、訓練、移動、病院への入院、または学校で教育を受けている（TTHS）状態で、さらに4%は主に医療上の理由から展開の対象とならない兵員である。

## 日本

### 大日本帝国軍隊

#### 区分
1889年の明治22年徴兵令では兵役は常備兵役、後備兵役、補充兵役、国民兵役に区分し、このうち常備兵役を現役と予備に区分していた。現役の資格は原則として満20歳の者及び17歳以上の志願者とされた。明治22年徴兵令での現役の服役年限は、原則として陸軍では3年、海軍では4年とされた。
明治22年徴兵令は昭和に入って制定された兵役法による改正まで存続し、大筋を踏襲しながらも毎年改正が行われ終戦を迎えた。

#### 現役免除
兵役法によって徴集された者のなかで、以下の理由のある者は現役を免除され、他の兵役に服するかまたは兵役を免除された。
1. 在営中本人に依らなければ家族（戸主を含み、本人と世帯を同じくする者に限る。したがって内縁関係を含まない）が生活をなしえない（いわゆる家事故障）（兵役法20条）。すなわち公私の扶助をもってしても生活しえない程度であることを要する。この場合、本人または家族の願出によって、もしくは関係官庁の職権によって処分する。故意による事故の作為は除外される。免除を受けたときは第二補充兵役に服する（兵役法施行令38条）。
2. 疾病その他身体もしくは精神の異常によって現役に服し難い（兵役法21条）。この場合は関係官庁の命令で処分し、在営3月以上の者は予備役に、在営3月未満は第一（陸軍）、第二（海軍）補充兵役に転役させられる。なお、すべての兵役に堪えない者は兵役を免除され、第一国民兵役に編入される。